# IC 3485
IC 3485 је појединачна звијезда у сазвјежђу Дјевица која се налази на листи објеката дубоког неба у Индекс каталогу.
Деклинација објекта је + 9° 13' 5" а ректасцензија 12h 33m 11,2s.